# パーキンス盲学校

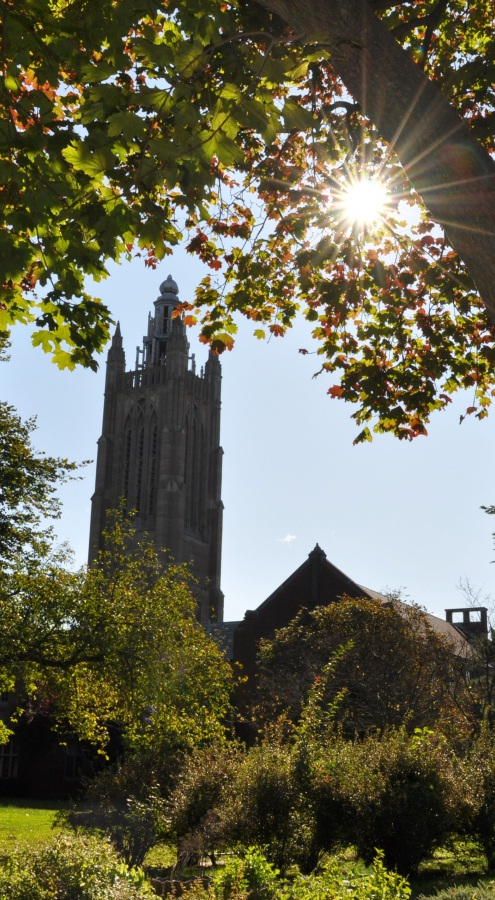
パーキンス盲学校

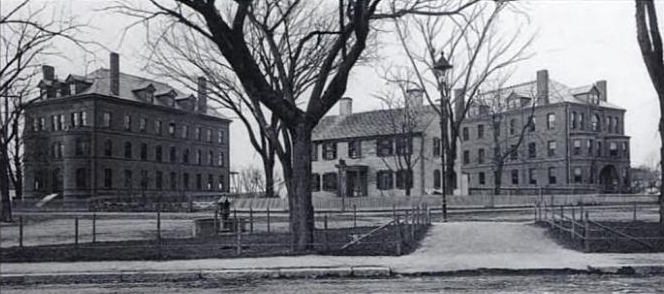
パーキンス盲学校の校舎（1901年撮影）

パーキンス盲学校（Perkins School for the Blind）は、アメリカ合衆国マサチューセッツ州ボストンの郊外にある、視覚障害、聴力障害、あるいは他の障害を合わせ持つ人たちのための学習センターである。ジョン・ディックス・フィッシャー (John Dix Fisher) により、マサチューセッツ州ウォータータウンに1829年「ニューイングランド盲者保護施設」（New England Asylum for the Blind）という名称で開校された。カリキュラムは、障害者が自分で学習でき、個人として自立した生活がおくれるようになる事を目指している。サミュエル・グリドリー・ハウ (Samuel Gridley Howe) がこの学校の初代校長で、1831-1876年その指導に当たった。有名な卒業生には、ローラ・ブリッジマン (Laura Bridgman)、アン・サリバン、ヘレン・ケラー、ロバート・J・スミスダスがいる。
21世紀においては、「保護施設」（asylum）や施設という呼び名は、軽蔑的、差別的なニュアンスを含んでいるが、19世紀にはまだ「保護の場所」「学校」「敬意」を含んだ表現として用いられていた。
学校は、学校の設立発起人の1人で、マサチューセッツ州ボストンの裕福な貿易商人であったトーマス・ハンディシッド・パーキンスに敬意を表してその名を冠したものである。
1833年、ハウの父親のプレサント通の家では収まり切らないほどに成長し、パーキンスがパール通の邸宅を学校の第二校舎として提供した。1839年、パーキンスは邸宅を売りに出し、その代金を学校に寄贈した。これにより学校は南ボストンにより大きな教室のたっぷり取れる建物を購入することができた。学校は、1912年秋、現在のウォータウン・キャンパスに移転している。この学校の教育の実際を紹介する教育ビデオなどもあり、日本でも販売されている。